# Cleanroom
Cleanroom – filozofia tworzenia oprogramowania, której podstawą jest unikanie defektów oprogramowania dzięki rygorystycznemu procesowi kontroli.
Celem tego podejścia jest tworzenie oprogramowania bez żadnych defektów. Nazwa „cleanroom” wywodzi się od pomieszczeń o sterylnej atmosferze – nazywanych właśnie clean room (z ang. dosłownie: czysty pokój). Podstawą tworzenia oprogramowania metodą „cleanroom” są metody weryfikacji statystycznej programów i testy statystyczne do certyfikowania niezawodności.